# Mewelde Moore
Mewelde Jaem Cadere Moore (født 24. juli 1982 i Hammond, Louisiana, USA) er en amerikansk footballspiller (running back) der pt. er free agent. Moore kom ind i NFL i 2004 og har tilbragt flere sæsoner i ligaen, blandt andet fire år hos Minnesota Vikings.

## Klubber
- Minnesota Vikings (2004−2007)
- Pittsburgh Steelers (2008−2011)
- Indianapolis Colts (2012)